# De Oude Meerdijk Stadion
El De Oude Meerdijk Stadion es un estadio de fútbol ubicado en la ciudad de Emmen en la provincia de Drenthe, Países Bajos. El estadio fue inaugurado en 1977 y es utilizado por el FC Emmen que militará en la Eredivisie, la mayor categoría del fútbol a nivel nacional. El estadio posee una capacidad de 8600 personas.
Previamente el estadio fue llamado Meerdijk Stadion entre 1977 y 2001, Univé Stadion desde 2001 a 2013, y Jens Vesting Stadion entre 2013 y 2017. En 2018 el recinto fue rebautizado De Oude Meerdijk Stadion
En 2005 fue una de las seis sedes de la Copa Mundial de Fútbol Sub-20 de 2005 realizada en los Países Bajos en donde albergó ocho encuentros.

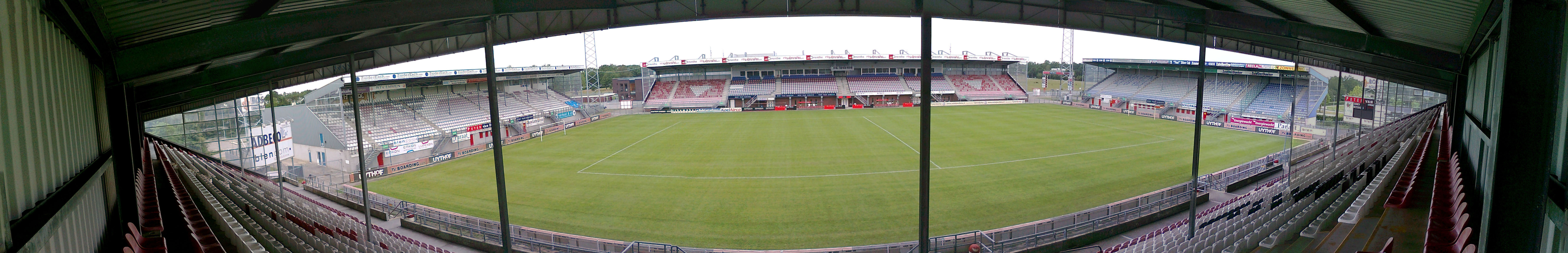
Panorámica del estadio.